# Heinrich August Jäschke
Heinrich August Jäschke (Herrnhut, 1817. május 17. – Herrnhut, 1883. szeptember 24.) Ázsia-kutató, misszionárius, orientalista.

## Életrajz
Morva származású pékmester fiaként látta meg a napvilágot a szászországi Herrnhutban. Gimnáziumi tanulmányait Nieskyben végezte. evangélikus teológiát és nyelvészetet tanult, de tanulmányai során már korán megmutatkozott nyelvtehetsége. Könnyedén tanult meg számtalan nyelvet (pl.: dán, lengyel, tibeti, mongol, arab, perzsa, szanszkrit, angol). Húszévesen 1837-ben Christiansfeldben (Észak-Schleswig) tanár. 1842-1856 között nyelvtanár Nieskyben. Behatóan a tanulmányozta a kínai és a tibeti buddhizmust, majd a Himalájában Tibet nyugati határánál (Kyelang (Kailing) – Lahoul tartomány) 1854-ben elfoglalta misszionárius állomását. Itt készítette el – nagy aszkézisben – az Újtestamentum tibeti fordítását, melyhez behatóan tanulmányozta a klasszikus tibeti nyelvet, amiben segítségére volt a fiatal Stobgyes láma. Nyelvészeti megfigyeléseket tett, tanulmányozza a bunan, tinan és a ladaki dialektust. A Berlini Akadémia felkérésére szótárat és nyelvtant készített a tibeti nyelvről. Kutatta a buddhista terminológiát, valamint foglalkozott a tibeti népnyelvvel.
A Himalájában uralkodó időjárás kikezdte egészségét, és 12 év misszionáriusság után (1868) visszatért szülővárosába. Otthon is dolgozott, tibeti témájú nyelvészeti műveket közölt, fordított. Londonban 1881-ben jelent meg élete fő műve, a Tibeti-angol szótár. 66 évesen hunyt el 1883-ban.

## Tibeti-angol szótár
Először 1881-ben jelent meg Londonban. 16 oldalnyi bevezetőt tartalmaz, 671 oldal hosszú maga a szótár. Reprint kiadások 1934, 1949, 1959, 2003-ban jelentek meg. Előzménye a szintén Jäschke nevéhez fűződő Tibeti-német szótár.
A bevezetőben rövid fonetikai ismertetőt találhatunk különböző nyelvjárások szerint (nyugati, központi, khams). A tibeti betűk rendjét követi szótárában. Ahol szükséges megadja külön a szanszkrit vagy a kínai nevét (szanszkrit vagy kínai írással). A szótár külön érdeme a részletes buddhista terminológia.

## Munkái
- A short periodical grammar of the Tibetan Language with special reference to the spoken dialects. Kyelang, 1865
- A Romanized Tibetan and English Dictionary. Kyelang. 1866
- Handwörterbuch der tibetischen Sprache. 1871, (Tibetisch-deutsches Lexikon, Gnadau 1876). Tibetan-English Dictionary. London, 1881
- Tibetan Grammar. London, 1883
- NT in klassischem Tibetisch. Berlin, 1885
- Aufsatze: Kleinere Artikel über die Phonologie und Grammatik des Tibetischen in den Monatsberichten der Berliner Akademie der Wissenschaften. Berlin, 1860, 1865, 1866, 1867
- Probe aus dem tibet. Legendenbuch: die 100 000 Gesange des Milaraspa. In: Zeitschrift d. Dt. MorgenHind. Gesellschaft 23 (1869), pp. 543–558.
- Lahoul, its flora andvegetable products. In: The Journal of the Linnean Society of London, Botany, 10 (1869)